# Свети Йоан Рилски (Малки Цалим)
„Свети Йоан Рилски“ е скална църква в светиврачкото село Малки Цалим, България, част от Неврокопската епархия на Българската православна църква.

## История
Църквата е разположена в пещера на километър източно от селото. Според легендата в пещерата е живял Иван Рилски, небесният покровител на българите. Местните хора обаче го смятали за магьосник и го прогонили, а той ги проклел с думите: „Сега сте триста, да останете тридесет!“.